# 杜鵑婚約
《杜鵑婚約》是吉河美希所創作的校園戀愛日本漫畫作品，開始連載於講談社《週刊少年Magazine》2020年第9號。

## 故事簡介
海野凪是就讀於私立目黑川學院高中二年級生。他在16歲那年得知自己出生時在醫院發生了「抱錯孩子事件」，即是養大自己的家庭並非有血緣關係的家人。雙方家人約好在得知此事的一個月後見面。到了那天，凪在前往跟自己親生家人見面的路上，邂逅了少女天野繪里香。家裏非常富有的繪里香因家人擅自替她訂婚而感到煩惱，決定讓凪假扮她的男朋友，拍下兩人一起遊玩的照片，發送給家裏，以此逃避婚約。兩人告別後，凪到了兩家人見面的聚餐，卻發現繪里香的身影。原來繪里香就是「抱錯孩子事件」中的另一名孩子；而且她訂下婚約的對象正是自己，假扮男朋友的事情弄巧反拙。凪本身有心上人，繪里香亦無意跟凪結婚，但在天野爸爸安排下，兩人被迫開始同居生活。男女主角認識自己親生家庭，以及自己婚約對象的故事就此展開。

## 登場角色
以下聲優如無列明，均為電視動畫的聲優。

### 主要人物
海野凪（聲：石川界人、島田愛野（童年））
本作男主角，就讀於私立目黑川學院高中二年級，16歲。16年前發生在醫院「孩子抱錯事件」中的當事人之一，生日與繪里香一樣是2003年4月6日。性格早熟不太活潑，是全校年級第2名的高材生。受家裏的成長環境影響，很會打架擅長用功念書與廚藝等家務。非常害怕會爬行的小動物或蟲子，也不擅長釣魚。但待人處事亦非常認真積極，興趣是觀星。
與親生父母見面後被安排了與繪里香的親事，認為不該由父母擅自擺弄命運決定要自己去突破，但仍然在兩方雙親的積極安排下，與繪里香很快就同居。打算向暗戀許久的瀨川告白，給自己訂立了目標「只要考試成績拿到年級第1名就要告白」，卻在終於考試奪冠當天，得知了瀨川另有婚約對象的事情。但凪不願就此放棄，在瀨川說出希望他能改變自己命運的要求後，積極的用功念書希望能得到認同。與繪里香同居之後也漸生情愫，一次因為兩人在床上的合照意外流出的關係，使繪里香被迫轉學到同一班上，讓凪認為自己該負點責任，約好不要把兩人有婚約，而且還同居的事情給班上知道。隨著小幸也搬進來一起同居後，對小幸的看法被繪里香提醒，由兄妹關係逐漸起了變化。
天野繪里香（聲：鬼頭明里）
本作第一女主角，原就讀於私立俄爾普斯女子學園高中二年級，後被退學而轉學至目黑川學院，16歲。16年前發生在醫院「孩子抱錯事件」中的當事人之一，生日與凪一樣是2003年4月6日。從小就在富有的家庭成長下的關係，金錢概念也與一般人不太一樣。平時任性傲嬌，非常不擅長念書，但在一些細節上卻又相當溫柔體貼，眾人眼中的開心果與和事佬。在面對重大抉擇時有獨立自主的想法，有大將之風。也是許多人有煩惱時能夠與之商談訴苦的諮詢對象。
喜歡拍攝自己的生活照與性感cosplay寫真刊登上網，目的是要傳達「自己現在過得很好」給失蹤的哥哥宗助知道。因為漂亮的臉蛋與身材而成為了知名網紅。
與親生父母見面後被安排了與凪的親事，認為自己的婚姻就該自己決定，但仍然在兩方雙親的積極安排下，與凪很快就進行同居，將凪與小幸看作非常重要的家人。與凪同居之後也漸生情愫，一次因為兩人在床上的合照意外流出的關係，使繪里香被迫轉學到同一班上，而與瀨川成為了好朋友。但怕引起騷動，與凪約好不要把兩人有婚約，而且還同居的事情給班上知道。知道凪打算向暗戀許久的瀨川告白後，抱持著鼓勵的正面態度，但偶爾見到凪和表現親密時仍會感到吃味，被凪問到繪里香是不是也喜歡上他了後，傲嬌的表示自己「還沒有」喜歡上他，卻又多次問著凪有沒有把她當未婚妻看待。隨著小幸也搬進來一起同居後，對小幸這個親生妹妹非常寵愛，希望能彌補這麼多年來沒有建立起的姊妹關係。
海野幸（聲：小原好美）
本作女主角之一，是海野凪名義上的妹妹，實際是天野繪里香的妹妹。生日為9月3日。有非常濃厚的戀兄情結，從小就喜歡跟在凪的身邊，看到凪拿了什麼比賽獎牌也會積極投入那項比賽，因此成績優秀。
在知道凪原來並非親生哥哥後感到非常不捨得，不希望凪從此離開海野家，所以並不認同繪里香這個親生姊姊，害怕兩人會因為婚約關係從此離開在她身邊。在搬進去與兩人同居後，被繪里香百般疼愛才逐漸接納這個親生姊姊。一次風雨夜的停電，凪不小心在摸索燈光時意外與回到家的小幸接吻，小幸對凪變得不再只有兄妹之情，而是引起了極深的相思，並打算考上與哥哥同樣的學校。但也知道自己與凪的認知關係很難脫離兄妹的觀感，因此也希望凪能早日與繪里香成婚。起初並不贊同凪追求瀨川的行為，因此以要讓瀨川成為自己的家教作為理由，特意讓瀨川明白他們三人其實同居。但瀨川在之後的海邊別墅旅行也告訴了凪,小幸對他的情意，對瀨川擅自曝光這件事感到不悅。瀨川離家出走後搬來同居，朝夕相處下也對瀨川逐漸釋懷。但心中仍然期盼著，凪會不會哪天也會喜歡上自己。
瀨川彌（聲：東山奈央）
本作女主角之一，就讀於私立目黑川學院高中二年級。生日為5月2日。是海野凪的競爭對手，才貌雙全身材姣好，不論念書還是運動都非常擅長。同時也是凪的單戀對象，雖然是全級考試成績排名第一的精英，卻是很天然呆的女孩。目黑神社家的掌上明珠，自幼受到嚴格的家規影響，對自己的要求很高，希望自己的科目成績能夠名列前茅，讓家人打消掉另外安排婚約對象作為繼承人的念頭。因此高一時，留著長髮帶著粗框眼鏡，總是不與他人來往，非常陰沉。一次重感冒卻還忍受著發燒跑去應試的行為，被同樣在保健室休養的凪看到，凪對瀨川表達了自己的欽佩感想後，讓瀨川非常生氣。從此瀨川改變了形象剪短了頭髮，性格也變的陽光開朗，並將凪視為考試競爭的對手。
在凪第一次考到年級第一時，生氣的表示之後不會再落後給他，兩人彼此吵鬧間卻也將考試帶來的壓力放鬆，瀨川表明了自己其實有了婚約對象，沒有辦法接受凪的告白。但凪不願就此放棄，因此在某個雨天，瀨川對凪表明：「希望他能改變自己命運」。是繪里香網紅身分下的粉絲，非常歡迎繪里香能夠轉到班上變成同學，兩人很快就結為好友。常常同時進行各種校外活動。
望月愛（聲：羊宮妃那）
本作女主角之一，知名網絡偶像歌手，自創主打歌「觸電」在網路與卡啦OK中的點播率亦十分暢銷。是海野凪的青梅竹馬兼初戀，18歲，已從大學跳級畢業。
幼年時因為不善與同學人際交流，總是喜歡在放學途中哼著歌自得其樂，卻在一次偶然機遇被凪聽到讚賞後，就成為了他形影不離的兒時玩伴。7年前由於搬家而與凪分開，在被凪告白後，小愛承諾將會在未來重逢時給出答案，此後一家三口移民中國深圳。7年後各人分開生活，父親去新加坡，母親去法國，小愛則是為了凪而回到日本，與奶奶同居。並在返回日本後成為第一個明確向凪告白並希望能和凪結婚的人。

### 海野家
海野洋平（聲：木村良平）
海野凪名義上的父親，36歲（第56話），天野繪里香及海野幸的親生父親。餐館「海野亭」的店長，喜歡料理和釣魚，打架也非常擅長。高中時對奈美惠一見鍾情，不斷用情書追求，終於打動芳心。之後奈美惠意外懷孕後奉子成婚，開始經營「海野亭」。雖然平常看起粗枝大葉，但對子女非常關懷。起初贊同凪與繪里香的婚事，後來則認為凪與繪里香不一定非要結婚不可，只要孩子過得幸福就好。
海野奈美惠（聲：日笠陽子）
海野凪名義上的母親，天野繪里香及海野幸的親生母親。與丈夫共同經營餐館「海野亭」。高中時非常貌美，有高嶺之花的美譽。對洋平的追求一開始並無興趣，但之後被洋平鍥而不捨的情書攻勢感動答應與他交往。之後意外懷孕奉子成婚。同樣擅長料理和打架，海野家的其中一條家訓就是，絕對不能違抗奈美惠。起初贊同凪與繪里香的婚事，後來則認為凪與繪里香不一定非要結婚不可，只要孩子過得幸福就好。

### 天野家
天野宗一郎（聲：森川智之）
海野凪的親生父親，57歲（第56話），天野繪里香的名義上的父親。是擁有許多飯店財產的跨國企業家，富可敵國的程度被稱為是「酒店之王」。高中時和律子都是私立目黑川學院高中的校友。在高中文化祭的M1大賽中準備一顆「炸彈」，要求律子向他表白再被自己拒絕。之後誤以為自己幼稚的行為傷害律子，但被律子認為理解人生的樂趣而得到冠軍，並在10年後和律子結婚。
表面上笑容可掬，實際上城府極深。因為不明理由而在多年前就策畫了「杜鵑蛋」計畫，對於是否一定要讓凪與繪里香結婚其實並無堅持，甚至在凪提出反抗後曾說過，如果他不願和繪里香結婚，對象可以換為小幸。雖然沒言明，但他的目的似乎就是要讓自己的血脈與海野的血脈聯姻，所以無論對象是誰，只要凪與姊妹中的任一人結為連理都可以。
對長子宗助的態度有些奇怪，向凪否認了他哥哥的存在。之後認為凪與繪里香未能漸生情愫而解除雙方同居，並目睹凪為繪里香而與柴田打鬥場面。後來在凪與繪里香表達各自的心意後，願意對解除同居的事情有所考慮。
天野律子（聲：有賀由樹子）
海野凪的親生母親，天野繪里香的名義上的母親。知名電視公司製作人。舊姓佐伯。高中時和宗一郎都是私立目黑川學院高中的校友，有鐵假面之女之稱。在高中文化祭的M1大賽中被宗一郎要求向他表白再被他拒絕。後來從宗一郎理解人生的樂趣而感動樂淚，從而得到冠軍，並在10年後和宗一郎結婚。在凪成為小愛熱戀對象的新聞成為了全國轟動一時的話題期間，將凪與繪里香監禁在酒店房間，並向凪展示繪里香的往事，藉此測試凪能否配上繪里香，得到認可後希望凪可以拯救宗助。
天野宗助（聲：島田愛野（童年））
天野宗一郎的長子，海野凪的親生長兄，天野繪里香的名義上的長兄，大她5歲。故事前期僅在繪里香小時候的回憶亮相，和凪長的一模一樣，非常疼愛妹妹，對電玩遊戲非常擅長。但後來不知道什麼原因離家出走失蹤，繪里香為了找到哥哥，並且讓他知道自己現在過得很好，才不斷上網拍攝自己的寫真照。於135話正式出場，並向小幸表明支持她的立場。

### 瀨川家
瀨川朝美（聲：渡邊彌咲）
瀨川彌的母親，目黑神社的經營者。性格非常嚴肅，認為神社其後需要有男嗣繼承，而對瀨川安排了婚約對象。因此對和瀨川相處親密的凪並不喜歡。後來在繪里香出面調解下，願意與女兒重新對婚約的事情有所考慮。
瀨川父親
瀨川彌的父親，是名虎背熊腰的高大巨人。年輕時因為與朝美訂下了婚約入贅了神社，粗獷的外表下卻是鐵漢柔情，對妻子與女兒都非常愛護。

### 其他角色
遊馬紫苑（聲：松岡禎丞）
舞踴世家遊馬流派的繼承人，平時則是打扮得有點嬉皮的花美男，說起話來常常帶些奇怪的語癖，凪的同班同學。平時看似玩世不恭，實際上極重情義，消息靈通。是繪里香的粉絲，希望能夠對她告白，而常常與凪一起參加各種校外活動。原本打算在繪里香家的別墅附近的神社能與繪里香同行，但繪里香卻直接與凪一起前去結緣神社參拜，讓他感到有些失望。
之後也與凪一同參加觀星活動，與瀨川自家神社舉辦的清涼祭cosplay大會的評判。起初在高中文化祭的M1大賽中決定與繪里香組隊參賽，後來觀看宗一郎與律子高中時參賽的經驗後，凪改為與繪里香組隊參賽，自己改為與瀨川組隊參賽，然而卻以瀨川棄權比賽告終。在繪里香因凪與瀨川交往之際而難過掉淚時，表現出了從旁關心的態度。
柴田（聲：鈴木裕斗）
經常對繪里香死纏爛打的變態跟蹤狂，每次被凪打敗。
堂島理人
堂島財閥的少東，繪里香的青梅竹馬，大學一年級生，主修建築科系。從小就對暗戀著繪里香，計畫在沖繩新旅館落成典禮後對繪里香展開求婚。求婚計畫遭到凪阻撓後雖然感到生氣，但理解到凪對於繪里香的情意後而從旁開導他。

## 漫畫連載
本作的前身為2019年9月發行《週刊少年Magazine》2019年第43號上刊篇的同名單篇漫畫。該雜誌於2019年適逢創刊60週年紀念，吉河美希為此創作3部單篇漫畫，分別為《東京地獄天堂》（東京ヘルヘヴンズ）、《柊氏一家的吸血內幕》（柊さんちの吸血事情）和《杜鵑婚約》。3部單篇漫畫的主題為「天使與惡魔」和「家庭」。讀者在3部單篇漫畫以投票選出的作品將會是吉河的新連載作品。其後《杜鵑婚約》由2020年1月起於該雜誌開始連載。另外，《柊氏一家的吸血內幕》則於《別冊少年Magazine》2021年11月號開始連載。
雖然漫畫開始連載的2020年適逢《週刊少年Magazine》的《七大罪》、《五等分的新娘》、《家有女友》等知名作品完結，但雜誌編輯部指有《杜鵑婚約》、《東京巴別塔》（トーキョーバベル）、《女朋友 and 女朋友》等受歡迎的新作品接力，因此並不擔心讀者會減少。編輯長栗田宏俊指雖然《五等分的新娘》和《杜鵑婚約》同屬愛情喜劇作品，但他沒有刻意讓後者接替前者角色的意識。不過他也認為《杜鵑婚約》接着《五等分的新娘》連載是十分合適，兩者開始受歡迎的方式也很接近。
本作在連載至第15話，即連載約3個月時，就得以登上《週刊少年Magazine》的封面，為該雜誌的最快紀錄；對常以年輕女藝人作為封面的《週刊少年Magazine》來說更屬異例。本作於2021年第15號（3月10日發售）和第42號（9月15日發售）再次登上雜誌封面。
跟本作同期在《週刊少年Magazine》連載的戀愛喜劇作品包括《租借女友》、《女朋友 and 女朋友》、《想養男高中生的大姊姊》、《即使如此依舊步步進逼》、《戀與魔法完全搞不清！》（恋か魔法かわからないっ！）、《女神咖啡廳》、《結緣甘神神社》、《黑岩目高不把我的可愛放在眼裡》等。自《五等分的新娘》爆紅以來，該雜誌大幅增加戀愛喜劇漫畫的比例，2020年至2021年期間開始連載且連載至2021年7月的13部新作品中，有6部都是戀愛喜劇。而在《五等分的新娘》開始連載的2017年第36、37合併號，26部連載作品中僅有《風夏》、《閉上眼睛吧，星野。》、《徒然喜歡你》、《出租女友》、《川柳少女》共6部戀愛喜劇作品。五年前的2012年第36、37合併號則更少，26部連載作品中僅有3部，包括《山田君與7人魔女》、《小鎮有你》和《快樂計劃》（ハッピープロジェクト）。

## 創作
《杜鵑婚約》是吉河美希首次引入電繪的作品。她剛開始時尚未習慣電繪，會不自覺在一張圖層上畫好整頁原稿，讓她在訪談中笑言電繪的好處只有用橡皮擦時不會有碎屑了。不過，她也指出使用電繪讓她可以在臨近截稿前修改原稿，這是手繪不可能做到的。與此同時，開始連載不久就適逢2019冠狀病毒病疫情爆發，助手全部都在家工作。種種因素都讓她感到不安。
60週年紀念的3篇單篇漫畫中，第1篇《東京地獄天堂》是吉河從未畫過的奇幻加職場漫畫，第2篇《柊家的吸血內情》是家庭漫畫，最後一篇《杜鵑婚約》是校園戀愛喜劇作品。吉河指她仍在畫《山田君與7人魔女》時，已覺得若下次還是畫戀愛喜劇，「窮人對有錢人」會是個不錯的設定。由於「窮人對有錢人」這個設定不足以構成故事，她為此再加上「抱錯孩子」這個元素。另外，在單篇漫畫中是沒有瀨川彌的，只有繪里香和幸。吉河指彌的設計印象是「少年漫畫的主角」，有凪所憧憬的帥氣，讓她跟其他女主角有不同之處。凪本來是沒有會煮飯的設定的。吉河指同居生活是這部作品的一大重點，而「食」是生活中很重要的要素，而且繪里香甚麼都不會，所以讓出身自定食屋家庭的凪去煮飯了。吉河在訪談中談到「抱錯孩子」和「訂婚」都是在現代21世紀不會發生的事情，但覺得描述這樣的可能性是有趣的。
本作責任編輯乙黑和彥在訪談中提到，在連載開始前他跟吉河預備了差不多一年，過程談到吉河「未曾畫過正中紅心的戀愛喜劇」，之前的作品《不良仔與眼鏡妹》和《山田君與7人魔女》都有就戀愛喜劇而言頗為獨特的設定，因此在開會時建議她這次走王道戀愛喜劇路線。至於本作有「抱錯孩子」這個設定的緣由，乙黑稱吉河本來已經有想創作像是《雙層公寓》般一群人一起生活的故事，在開會時提到吉河家人的事情，於是有提到「不如畫家庭題材吧」。在這之上加上「抱錯孩子」作為切入點，讓這部作品既有共同生活的元素，也有家庭的元素，可以期待各種不同的劇情發展。本作責任編輯乙黑和彥在另一篇訪談指，他原本覺得在少年漫畫戀愛喜劇類作品中，在約會中出現父母是禁忌，故他是誠惶誠恐地提交凪、繪里香、幸和父親洋平一同外出釣魚那一話的，但最終出乎意料地比平時有更多好評價。

## 宣傳
漫畫獲得好評，官方為此製作第1卷的宣傳影片，由内田真禮和内田雄馬姊弟檔聲優為男女主角配音。該宣傳影片於2020年6月11日晚上上傳至YouTube。另有男女主角聲優互換的版本，6月12日公開。
2020年9月20日下午2時，舉辦吉河美希的網上簽名會。
2021年2月，跟集英社《週刊Young Jump》作品《【我推的孩子】》跨出版社舉辦合作活動，讀者在Twitter轉發推文便可參與抽獎活動。
2021年2月14日（情人節），宣佈舉辦「《杜鵑婚約》100人100聲」活動，邀請100個囊括聲優、演員、音樂人、主播、偶像、搞笑藝人、YouTuber等界別的人士來朗讀漫畫中的故事。第一批公佈的朗讀者包括演員紅筆瀧川、搞笑藝人井上裕介（NON STYLE）、藝人大原優乃、聲優小原好美和島本須美、歌手SKY-HI（AAA）、女子偶像組合SUPER☆GiRLS、搞笑藝人小島義雄、藝人松浦航大、SILENT SIREN樂手黑坂優香子、主播吉田尚記、雙胞胎模特兒Rikariko。3月15日，公佈全部100組朗讀者，新公佈的朗讀者包括演員竹中直人和秋山柚稀、寫真偶像伊織萌和Enako、演員佐藤江梨子、聲優浪川大輔、搞笑藝人藤森慎吾（東方收音機）、主播牧原俊幸、模特兒新井遙、菊地姬奈、演員吉木理沙等。

## 迴響

### 單行本銷量
漫畫單行本第1卷於2020年5月15日發售，銷情甚佳；連續四個星期再版，為講談社在21世紀首次有新作第1卷能夠有這樣的紀錄，也是講談社史上再版速度最快的第1卷。截至6月29日，第1卷五版合共發行約10萬本，比起吉河美希的前兩部作品《不良仔與眼鏡妹》和《山田君與7人魔女》更快達到10萬本的門檻。以第1卷首月銷量計算，本作在講談社的漫畫中排名第1；銷量為排名第2、同於《週刊少年Magazine》連載的大熱作品《五等分的新娘》的4倍。購買本作的男女比例為85%和15%，讀者主要為10歲－30歲的男性。對少年漫畫雜誌的戀愛喜劇作品來說，女性讀者比例已屬偏高。第1卷在當年開始發售的漫畫單行本第1卷中銷量排名第4。
單行本第2卷於2020年7月17日發售。官方在兩日前的7月15日於Twitter稱，雖然初版發行量定為第1卷的兩倍，但訂購數字超出預算，故在正式發售前決定再版。8月17日，官方Twitter宣布第1卷已出版至第八刷，第2卷已出版至第四刷。
第3卷於2020年9月17日發售，初版發行量為第1卷的三倍。在發售前的9月9日，官方Twitter宣布第3卷已再版之餘，第1卷亦已出版至第九刷，第2卷已出版至第五刷。
2020年10月20日，宣佈《杜鵑婚約》成為講談社史上最快達成再版10刷的漫畫作品。
第5卷於2021年1月15日發售，其初版發行量為講談社在令和時期開始發行的作品中最高的。

### 獎項
本作入圍下一部漫畫大獎2020，為最後入圍的100部作品之一，並獲得第14名。翌年獲得全國書店店員推薦漫畫2021第5位。2021年在講談社主辦由全國書店店員投票遴選前十部「有趣且值得推薦的漫畫作品」的獎項「講談社真心推薦！漫畫展2021（日语：講談社ガチ！マンガフェア2021）」榜上有名。

## 出版書籍

### 漫畫
| 卷数 | 講談社         | 講談社                                                  | 東立出版社    | 東立出版社                                |
| 卷数 | 發售日期       | ISBN                                                    | 發售日期      | EAN / ISBN                                |
| ---- | -------------- | ------------------------------------------------------- | ------------- | ----------------------------------------- |
| 1    | 2020年5月15日  | ISBN 978-4-06-519380-8                                  | 2021年1月4日  | EAN 471060104332-5 ISBN 978-957-26-5799-7 |
| 2    | 2020年7月17日  | ISBN 978-4-06-520108-4                                  | 2021年4月15日 | ISBN 978-957-26-5800-0                    |
| 3    | 2020年9月17日  | ISBN 978-4-06-520597-6                                  | 2021年8月23日 | ISBN 978-957-26-5801-7                    |
| 4    | 2020年11月17日 | ISBN 978-4-06-521254-7                                  | 2021年12月3日 | ISBN 978-957-26-6397-4                    |
| 5    | 2021年1月15日  | ISBN 978-4-06-521642-2                                  | 2022年3月10日 | ISBN 978-957-26-6398-1                    |
| 6    | 2021年4月16日  | ISBN 978-4-06-522522-6                                  | 2022年8月5日  | ISBN 978-957-26-7217-4                    |
| 7    | 2021年7月16日  | ISBN 978-4-06-523580-5                                  | 2022年12月8日 | ISBN 978-957-26-7655-4                    |
| 8    | 2021年9月17日  | ISBN 978-4-06-524837-9                                  | 2023年6月9日  | ISBN 978-957-26-7954-8                    |
| 9    | 2021年11月17日 | ISBN 978-4-06-526000-5                                  | 2023年9月11日 | ISBN 978-957-26-8428-3                    |
| 10   | 2022年1月17日  | ISBN 978-4-06-526602-1                                  | 2024年2月29日 | ISBN 978-957-26-8686-7                    |
| 11   | 2022年3月17日  | ISBN 978-4-06-527283-1                                  | 2025年4月14日 | ISBN 978-957-26-9112-0                    |
| 12   | 2022年5月17日  | ISBN 978-4-06-527918-2                                  |               |                                           |
| 13   | 2022年7月15日  | ISBN 978-4-06-528431-5                                  |               |                                           |
| 14   | 2022年10月17日 | ISBN 978-4-06-529488-8                                  |               |                                           |
| 15   | 2022年12月16日 | ISBN 978-4-06-529937-1 ISBN 978-4-06-530085-5（特裝版） |               |                                           |
| 16   | 2023年3月16日  | ISBN 978-4-06-530628-4                                  |               |                                           |
| 17   | 2023年5月17日  | ISBN 978-4-06-531584-2                                  |               |                                           |
| 18   | 2023年8月17日  | ISBN 978-4-06-532608-4                                  |               |                                           |
| 19   | 2023年10月17日 | ISBN 978-4-06-533151-4                                  |               |                                           |
| 20   | 2023年12月15日 | ISBN 978-4-06-533885-8 ISBN 978-4-06-533942-8（特裝版） |               |                                           |
| 21   | 2024年2月16日  | ISBN 978-4-06-534567-2 ISBN 978-4-06-534565-8（特裝版） |               |                                           |
| 22   | 2024年4月17日  | ISBN 978-4-06-535176-5 ISBN 978-4-06-535174-1（特裝版） |               |                                           |
| 23   | 2024年7月17日  | ISBN 978-4-06-536159-7 ISBN 978-4-06-536136-8（特裝版） |               |                                           |
| 24   | 2024年9月17日  | ISBN 978-4-06-536771-1                                  |               |                                           |
| 25   | 2024年11月15日 | ISBN 978-4-06-537440-5                                  |               |                                           |
| 26   | 2025年1月17日  | ISBN 978-4-06-538066-6                                  |               |                                           |
| 27   | 2025年4月16日  | ISBN 978-4-06-539100-6                                  |               |                                           |
| 28   | 2025年6月17日  | ISBN 978-4-06-539764-0                                  |               |                                           |
| 29   | 2025年8月12日  | ISBN 978-4-06-540371-6                                  |               |                                           |

### 小說
| 卷数 | 講談社         | 講談社                 |
| 卷数 | 發售日期       | ISBN                   |
| ---- | -------------- | ---------------------- |
| 1    | 2021年4月14日  | ISBN 978-4-06-522919-4 |
| 2    | 2021年7月14日  | ISBN 978-4-06-523967-4 |
| 3    | 2021年11月10日 | ISBN 978-4-06-525872-9 |
| 4    | 2022年4月13日  | ISBN 978-4-06-527445-3 |
| 5    | 2022年7月13日  | ISBN 978-4-06-528435-3 |

## 電視動畫
2021年4月6日（4月6日是男女主角的生日），宣佈《杜鵑婚約》將獲改編為電視動畫，並將於2022年播映。同日公佈的資料包括：第1條宣傳影片、第1張視覺圖、主要製作人員陣容，以及聲演男女主角二人的聲優為石川界人和鬼頭明里。第1季於2022年4月至10月播放，第2季於2025年7月播出。
「KADOKAWA Anime」YouTube頻道在2021年7月24日播映這部作品首次有聲優出席的特別網絡節目，石川和鬼頭主持。當時動畫的錄音工作尚未開始。節目中預告將於9月公開第2條宣傳影片、第2張視覺圖，以及是誰為瀨川彌一角配音。8月21日，再在Twitter上預告以上資料將於9月15日公佈。在9月15日前正式公佈彌的聲優是東山奈央前，官方Twitter由9月12日起已陸續公開多段收錄彌對白的短片。
2021年9月16日，官方Twitter公開一段海野幸聲音的短片，但未公佈聲優是誰。10月20日，在Twitter上預告海野幸的聲優人選將連同第3條宣傳影片以及第3張視覺圖於11月17日公佈。
2021年6月，以紀念電視動畫化的名義，跟《Re:從零開始的異世界生活》舉辦合作活動，推出兩套作品的女主角——愛蜜莉雅和天野繪里香——各自穿上對方衣著的視覺圖。於同年9月有第2次合作，合作作品為《OVERLORD》，視覺圖上繪里香跟《OVERLORD》主角安茲·烏爾·恭對調服裝。同年11月有第3次合作，合作作品為電視動畫《寒蟬鳴泣之時 卒》，視覺圖上繪里香跟龍宮蕾娜對調服裝。

### 製作人員
- 原作：吉河美希
- 總導演：赤城博昭[3]（第1季）
- 導演：白幡良志之（第1季）、菱田正和（第2季）
- 系列構成：中西泰博（第1季）、青葉讓（第2季）
- 人物設計：高野綾（第1季）、近響子（第2季）
- 道具設計：今野幸一
- 美術監督：松本浩樹
- 美術設定：平義樹弥
- 色彩設計：山上愛子
- 攝影監督：衛藤英毅、濱尾繁光
- CG監督：神林憲和
- 編輯：肥田文
- 音樂：石塚玲依（日语：石塚玲依）
- 音樂製作：IMAGINE
- 音響監督：小沼則義
- 製片人：高橋伸明、立花耕、森悠紀、荒木元道、黑須信彥
- 動畫製片人：櫻井洋介、三浦俊一郎
- 動畫製作：新銳動畫（第1季）、SynergySP（第1季）[52]、Okuruto Noboru（第2季）
- 製作：杜鵑婚約製作委員會[註 7]（第1季）、杜鵑婚約製作委員會2（第2季）

### 主題曲
第1季
片頭曲
凹凸（第1話—第12話）
作詞、作曲：長屋晴子（綠黃色社會），編曲：Naoki Itai，主唱：吉岡聖恵
Glitter（第13話—第24話）
作詞、作曲：片岡健太，主唱：sumika
片尾曲
四角命運（第1話—第12話）
作詞：，作曲、編曲：片山將太，主唱：三月的Phantasia
HELLO HELLO HELLO（第13話—第24話）
作詞、作曲：山本玲史，編曲：山田龍平，主唱：藍井艾露
第2季
片頭曲
演唱、作詞、作曲：asmi，編曲：Taro Ishida
片尾曲
演唱：22/7，作詞：秋元康，作曲、編曲：中山翔吾
插入曲漏電（第4話）
演唱：望月愛（羊宮妃那），作詞：杉山昭彥，作曲、編曲：石塚玲依

### 各話列表
| 話數   | 標題                             | 劇本     | 分鏡       | 演出               | 作畫監督 | 總作畫監督                               | 首播日期       |       |       |       |       |       |       |       |       |       |       |       |       |       |       |       |       |       |
| 第1季  | 第1季                            | 第1季    | 第1季      | 第1季              | 第1季 | 第1季                                    | 第1季          | 第1季 | 第1季 | 第1季 | 第1季 | 第1季 | 第1季 | 第1季 | 第1季 | 第1季 | 第1季 | 第1季 | 第1季 | 第1季 | 第1季 | 第1季 | 第1季 | 第1季 |
| ------ | -------------------------------- | -------- | ---------- | ------------------ | --- | ---------------------------------------- | -------------- | ----- | ----- | ----- | ----- | ----- | ----- | ----- | ----- | ----- | ----- | ----- | ----- | ----- | ----- | ----- | ----- | ----- |
| 1羽目  | 做我的男朋友吧                   | 中西泰博 | 白幡良志之 | 白幡良志之         | 瀧本賢兒、島崎知美、瀧澤茉夕、林子皓 | 槙田一章、蔡孟書                         | 2022年 4月24日 |       |       |       |       |       |       |       |       |       |       |       |       |       |       |       |       |       |
| 2羽目  | 我不會結婚的哦？                 | 中西泰博 | 杉島邦久   | 沼山茉由           | 大豆一博 | 萩原祥子、渡邊真由美                     | 5月1日         |       |       |       |       |       |       |       |       |       |       |       |       |       |       |       |       |       |
| 3羽目  | 絕對不會輸的!!!!                 | 中西泰博 | 長岡義孝   | 長岡義孝           | 今野幸一、江崎稔、小澤和則、趙小川、王敏、陳玲玲、姜海華、 | 萩原祥子、渡邊真由美                     | 5月8日         |       |       |       |       |       |       |       |       |       |       |       |       |       |       |       |       |       |
| 4羽目  | 你願意和我交往嗎…?               | 中西泰博 | 板井寬樹   | 齊藤秀二           | 渡邊真由美、鄭睿興、林子皓、黑崎知榮實 | 萩原祥子、鄭睿興                         | 5月15日        |       |       |       |       |       |       |       |       |       |       |       |       |       |       |       |       |       |
| 5羽目  | 能一起早自習嗎…?                 | 中西泰博 | 吉川博明   | 熊野千尋           | 根津壯志 | 田邊謙司                                 | 5月22日        |       |       |       |       |       |       |       |       |       |       |       |       |       |       |       |       |       |
| 6羽目  | 你是一個人住的吧？               | 中西泰博 | 白幡良志之 | 白幡良志之         | 槙田一章、蔡孟書、島崎知美、瀧本賢兒、黑崎知榮實、瀧澤茉夕、趙小川、王敏、陳玲玲 | 槙田一章、蔡孟書                         | 5月29日        |       |       |       |       |       |       |       |       |       |       |       |       |       |       |       |       |       |
| 7羽目  | 命運，會有所改變嗎？             | 中西泰博 | 奧村吉昭   | 槙麻里奈           | Song Hyeon-ju、Lee Ye-seung、Jo Won-ha | 渡邊真由美、萩原祥子、槙田一章           | 6月5日         |       |       |       |       |       |       |       |       |       |       |       |       |       |       |       |       |       |
| 8羽目  | 打算就這樣結婚嗎？               | 中西泰博 | 長岡義孝   | 長岡義孝           | 今野幸一、江崎稔、趙小川、王敏、陳玲玲 | 萩原祥子、荒牧園美、渡邊真由美、瀧本賢兒 | 6月12日        |       |       |       |       |       |       |       |       |       |       |       |       |       |       |       |       |       |
| 9羽目  | 黑潮在呼喚我…!!                  | 中西泰博 | 杉島邦久   | 鈴木孝聰           | 鄭睿興、林子皓、無錫櫻花卡通有限公司、 | 渡邊真由美、萩原祥子、槙田一章、蔡孟書   | 6月19日        |       |       |       |       |       |       |       |       |       |       |       |       |       |       |       |       |       |
| 10羽目 | 不要把我當作妹妹看               | 中西泰博 | 西田健一   | 熊野千尋           | 根津壯志 | 田邊謙司                                 | 6月26日        |       |       |       |       |       |       |       |       |       |       |       |       |       |       |       |       |       |
| 11羽目 | 我無法當作什麼事都沒發生         | 中西泰博 | 羽鳥潤     | 齊藤秀二           | 島崎知美、今野幸一、瀧本賢兒、吉田肇、FEI HUNG、何映潭、李春桃 | 槙田一章、蔡孟書                         | 7月3日         |       |       |       |       |       |       |       |       |       |       |       |       |       |       |       |       |       |
| 12羽目 | 我還不算喜歡呢                   | 中西泰博 | 杉島邦久   | 沼山茉由           | 大豆一博 | 渡邊真由美、萩原祥子、槙田一章           | 7月10日        |       |       |       |       |       |       |       |       |       |       |       |       |       |       |       |       |       |
| 13羽目 | 好像也不怎麼順利呢               | 中西泰博 | 奧村吉昭   | 長岡義孝           | 今野幸一、福島豐明、RadPlus、無錫櫻花卡通有限公司、何映潭、ToJ、李春桃 | 槙田一章、蔡孟書、萩原祥子、渡邊真由美   | 7月24日        |       |       |       |       |       |       |       |       |       |       |       |       |       |       |       |       |       |
| 14羽目 | 牆壁是為了跨越而存在的!!         | 中西泰博 | 直谷隆     | 鈴木孝聰           | 林子皓、福島豐明、大野勉、趙小川、王敏、陳玲玲、姜海華、何映潭、畢紫強、李春桃 | 萩原祥子、槙田一章、渡邊真由美、瀧本賢兒 | 7月31日        |       |       |       |       |       |       |       |       |       |       |       |       |       |       |       |       |       |
| 15羽目 | 既然如此，就只能說出我們的秘密…! | 中西泰博 | 奧村吉昭   | 前園文夫           | 小野裕美 | 槙田一章、蔡孟書、萩原祥子、渡邊真由美   | 8月7日         |       |       |       |       |       |       |       |       |       |       |       |       |       |       |       |       |       |
| 16羽目 | 我想聊聊現在的話題               | 中西泰博 | 新井宣圭   | 新井宣圭           | 島崎知美、吉田肇、趙小川、王敏、陳玲玲、姜海華、何映潭、FEI HUNG、ToJ、李春桃 | 槙田一章、蔡孟書、萩原祥子、渡邊真由美   | 8月14日        |       |       |       |       |       |       |       |       |       |       |       |       |       |       |       |       |       |
| 17羽目 | 不管發生什麼事都不奇怪吧!!?      | 中西泰博 | 長沼范裕   | 奧村吉昭           | 今野幸一、瀧本賢兒、大野勉、趙小川、王敏、陳玲玲 | 槙田一章、蔡孟書、萩原祥子、渡邊真由美   | 8月21日        |       |       |       |       |       |       |       |       |       |       |       |       |       |       |       |       |       |
| 18羽目 | 那個人是誰…？                    | 中西泰博 | 西田健一   | 齊藤秀二           | 林子皓、黑崎知榮實、何映潭、ToJ、KHATA、 | 槙田一章、蔡孟書、萩原祥子、渡邊真由美   | 8月28日        |       |       |       |       |       |       |       |       |       |       |       |       |       |       |       |       |       |
| 19羽目 | 你應該已經察覺到了吧…？          | 中西泰博 | 杉島邦久   | 佐佐木真哉         | 韓承熙、酒井KEI、金垣希、無錫櫻花卡通有限公司 | 槙田一章、蔡孟書、萩原祥子、渡邊真由美   | 9月4日         |       |       |       |       |       |       |       |       |       |       |       |       |       |       |       |       |       |
| 20羽目 | 好想快點成為大人呀!!!!           | 中西泰博 | 奧村吉昭   | 前園文夫           | 日置正志、長坂綾子、於庚鑫、魏蓮、趙殷璟 | 槙田一章、蔡孟書、萩原祥子、渡邊真由美   | 9月11日        |       |       |       |       |       |       |       |       |       |       |       |       |       |       |       |       |       |
| 21羽目 | 這是屬於我和凪的秘密吧           | 中西泰博 | 西田健一   | 鈴木孝聰           | 林子皓、島崎知美、吉田肇、福島豐明、何映潭、ToJ、無錫櫻花卡通有限公司 | 槙田一章、蔡孟書、萩原祥子、渡邊真由美   | 9月18日        |       |       |       |       |       |       |       |       |       |       |       |       |       |       |       |       |       |
| 22羽目 | 見面的時候我也跟你一起去         | 中西泰博 | 杉島邦久   | 奧村吉昭           | 瀧本賢兒、今野幸一、大野勉、何映潭、ToJ、程方舟、山村俊了 | 槙田一章、蔡孟書、萩原祥子、渡邊真由美   | 9月25日        |       |       |       |       |       |       |       |       |       |       |       |       |       |       |       |       |       |
| 23羽目 | 今後要怎麼辦呢                   | 中西泰博 | 松井仁之   | 山內東生雄         | 酒井KEI、服部憲和、韓承熙、真壁智之、松井芳彥、Ani-G | 槙田一章、蔡孟書、萩原祥子、渡邊真由美   | 10月2日        |       |       |       |       |       |       |       |       |       |       |       |       |       |       |       |       |       |
| 24羽目 | 只要兩個人幸福就是最重要的吧     | 中西泰博 | 白幡良志之 | 熊野千尋           | 今野幸一、林子皓、福島豐明、瀧本賢兒、吉田肇、黑崎知榮實、何映潭、ToJ | 槙田一章、蔡孟書、萩原祥子、渡邊真由美   | 10月2日        |       |       |       |       |       |       |       |       |       |       |       |       |       |       |       |       |       |
| 第2季  |                                  |          |            |                    | |                                          |                |       |       |       |       |       |       |       |       |       |       |       |       |       |       |       |       |       |
| 1羽目  | 海野同學的初戀對象是誰？         | 青葉讓   | 菱田正和   | 菱田正和           | 清水勝祐、北島勇樹、江原小百合、渡邊浩二、山下聖美、大野勉、拾月動畫 | 近響子、森幸子                           | 2025年 7月8日  |       |       |       |       |       |       |       |       |       |       |       |       |       |       |       |       |       |
| 2羽目  | 被老哥告白了對吧                 | 青葉讓   | 岩崎由希   | 岩崎由希           | 清水勝祐、北島勇樹、七靈石、拾月動畫、CHEN JIAXING、LI SHAOCHUAN、ZENG SHAN、Sun Zhenliang、Luo Zhan、Mao Gaoban、Tai Shang、Wang Yu、Liu Longsheng                                                | 近響子、森幸子                           | 7月15日        |       |       |       |       |       |       |       |       |       |       |       |       |       |       |       |       |       |
| 3羽目  | 大概是那個乘以100倍的感覺吧      | 青葉讓   | 上原秀明   | 上原秀明           | 渡邊浩二、山下聖美、江原小百合、拾月動畫、LI XU、QU XIN TONG、LIU RUI、LIU SHUANG、ZHANG YING、XING SHU、YAN QI QI、HU SHENG、HUANG CHEN WEI                                                       | 近響子、                                 | 7月22日        |       |       |       |       |       |       |       |       |       |       |       |       |       |       |       |       |       |
| 4羽目  | 你們是一起來的呀                 | 青葉讓   | 坂元寬和   | 坂元寬和、菱田正和 | 大野勉、清水勝祐、森幸子、reboot、Studio Bus、拾月動画 | 近響子、                                 | 7月29日        |       |       |       |       |       |       |       |       |       |       |       |       |       |       |       |       |       |
| 5羽目  | 我的人生也一樣啊                 | 青葉讓   | 赤堀裕耶   | 赤堀裕耶、菱田正和 | 北島勇樹、江原小百合、森幸子、拾月動畫、CHEN JIAXING、LI SHAOCHUAN、ZENG SHAN | 近響子、                                 | 8月5日         |       |       |       |       |       |       |       |       |       |       |       |       |       |       |       |       |       |
| 6羽目  | 怎麼可能像平常那樣啊             | 青葉讓   | 風間紘未   | 風間紘未、菱田正和 | 山下聖美、渡邊浩二、清水勝祐、LI XU、QU XIN TONG、LIU RUI、LIU SHUANG、ZHANG YING、XING SHU、YAN QI QI、HU SHENG、HUANG CHEN WEI、無錫市淏明動漫株式會社、Zhang KunHao、Zhang ZiXiang、Huang SiQin | 近響子、                                 | 8月12日        |       |       |       |       |       |       |       |       |       |       |       |       |       |       |       |       |       |
| 7羽目  | 因為那是靠我們創造的             | 青葉讓   | 上原秀明   | 上原秀明           | Studio Bus、reboot、Zhang KunHao、Zhang ZiXiang、Huang SiQin、Zhu RongShuang、清水勝祐 |                                          | 8月19日        |       |       |       |       |       |       |       |       |       |       |       |       |       |       |       |       |       |

### 播放平台
| 播放日期              | 播放時間（UTC+9） | 播放電視台 | 播放區域 | 備註                |
| --------------------- | ----------------- | ---------- | -------- | ------------------- |
| 2022年4月24日—10月2日 | 星期日 1:30—2:00  | 朝日電視台 | 日本國內 | 參與製作 / 字幕放送 |
| 2022年4月24日—10月2日 | 星期日 2:30—3:00  | 朝視頻道   | 日本全域 | 衛星電視 / 重複播放 |

### BD / DVD
| 卷數  | 發售日期           | 收錄話數      | 規格編號         | 規格編號  | 規格編號   |
| 卷數  | 發售日期           | 收錄話數      | BD完全數量限定版 | BD通常版  | DVD        |
| 第1季 | 第1季              | 第1季         | 第1季            | 第1季     | 第1季      |
| ----- | ------------------ | ------------- | ---------------- | --------- | ---------- |
| 1     | 2022年7月27日      | 第1話—第3話   | KAXA-8371        | KAXA-8381 | KABA-11161 |
| 2     | 2022年8月24日      | 第4話—第6話   | 不適用           | KAXA-8382 | KABA-11162 |
| 3     | 2022年9月28日      | 第7話—第9話   | 不適用           | KAXA-8383 | KABA-11163 |
| 4     | 2022年10月26日     | 第10話—第12話 | 不適用           | KAXA-8384 | KABA-11164 |
| 5     | 2022年11月25日     | 第13話—第15話 | 不適用           | KAXA-8385 | KABA-11165 |
| 6     | 2022年12月23日     | 第16話—第18話 | 不適用           | KAXA-8386 | KABA-11166 |
| 7     | 2023年1月25日      | 第19話—第21話 | 不適用           | KAXA-8387 | KABA-11167 |
| 8     | 2023年2月22日      | 第22話—第24話 | 不適用           | KAXA-8388 | KABA-11168 |
| 第2季 |                    |               |                  |           |            |
| 1     | 2025年10月29日預定 | 第1話—第4話   | 不適用           | KAXA-9131 | KABA-11721 |
| 2     | 2025年11月26日預定 | 第5話—第8話   | 不適用           | KAXA-9132 | KABA-11722 |
| 3     | 2025年12月24日預定 | 第9話—第12話  | 不適用           | KAXA-9133 | KABA-11723 |

## 腳註

### 來源
1. ↑  カッコウの許嫁 - 吉河美希 / 【1羽目】私の彼氏になりなさいよ！ | マガジンポケット （页面存档备份，存于）. 講談社. （日語）.
2. 1 2  . Natalie. 2020-01-29  [2020-04-22]. （原始内容存档于2020-02-26） （日语）.
3. 1 2 3 4  . Natalie. 2021-04-06  [2021-04-06]. （原始内容存档于2021-06-14） （日语）.
4. ↑  . MANTANWEB. 2021-11-17  [2025-06-30]. （原始内容存档于2024-11-30） （日语）.
5. ↑  . Natalie. 2021-09-03  [2020-09-04]. （原始内容存档于2021-09-03） （日语）.
6. ↑  . MANTANWEB. 2021-09-15  [2025-06-30]. （原始内容存档于2021-09-15） （日语）.
7. 1 2 3  . Comic Natalie. 2025-04-06  [2025-04-06] （日语）.
8. ↑  . 講談社. 2020-03-30  [2020-07-20]. （原始内容存档于2020-07-20） （日语）.
9. ↑  . ddnavi.com. KADOKAWA. 2019-09-27  [2020-07-20]. （原始内容存档于2020-07-20） （日语）.
10. 1 2  【初キャスト特番】TVアニメ「カッコウの許嫁」～凪とエリカの夏祭り～【2022年放送】 （页面存档备份，存于）. KADOKAWA Anime YouTube頻道. 2021-07-24 [2021-07-24]. （日語）.
11. ↑  . Oricon. 2020-07-18  [2020-07-22]. （原始内容存档于2020-07-21） （日语）.
12. ↑  . Oricon. 2020-05-13  [2020-07-20]. （原始内容存档于2020-06-17） （日语）.
13. ↑  . Real Sound. 2021-03-15  [2021-04-06]. （原始内容存档于2021-03-15） （日语）.
14. ↑  Twitter@YoshikawaMiki (吉河美希). . 2021-09-15  [2021-09-20]. （原始内容存档于2021-09-15） （日语）.
15. ↑  . Oricon. 2020-11-25  [2021-04-06]. （原始内容存档于2020-11-26） （日语）.
16. 1 2  . Natalie. 2021-07-02  [2021-08-15]. （原始内容存档于2021-08-14） （日语）.
17. 1 2 3 4  . Real Sound. 2020-11-17  [2021-04-06]. （原始内容存档于2020-11-28） （日语）.
18. ↑  . Natalie. 2021-09-17  [2021-09-20]. （原始内容存档于2021-09-20） （日语）.
19. 1 2  . Gendai Business. 講談社. 2020-11-17  [2021-04-06] （日语）.
20. ↑  . 《週刊少年Magazine》YouTube頻道. 2020-06-11  [2020-07-20]. （原始内容存档于2020-07-09） （日语）.
21. ↑  . Oricon. 2020-06-11  [2020-07-20]. （原始内容存档于2021-12-19） （日语）.
22. ↑  . 《週刊少年Magazine》YouTube頻道. 2020-06-12  [2020-07-21]. （原始内容存档于2020-07-12） （日语）.
23. ↑  . Natalie. 2020-09-02  [2021-04-06]. （原始内容存档于2020-09-20） （日语）.
24. ↑  . Oricon. 2021-02-19  [2021-04-06]. （原始内容存档于2021-02-19） （日语）.
25. ↑  . Natalie. 2021-02-14  [2021-04-06]. （原始内容存档于2021-03-01） （日语）.
26. ↑  . Natalie. 2021-03-15  [2021-04-06]. （原始内容存档于2021-03-18） （日语）.
27. ↑  . MANTAN-WEB. 2020-07-01  [2020-07-20]. （原始内容存档于2021-01-19） （日语）.
28. ↑  . KAI-YOU. 2021-01-26  [2021-01-31]. （原始内容存档于2021-02-07） （日语）.
29. ↑  Twitter@wmagacuckoo. . 2020-07-15  [2020-07-20]. （原始内容存档于2020-07-15） （日语）.
30. ↑  Twitter@wmagacuckoo. . 2020-08-17  [2020-08-20]. （原始内容存档于2020-08-17） （日语）.
31. ↑  Twitter@wmagacuckoo. . 2020-08-04  [2020-08-08]. （原始内容存档于2020-08-04） （日语）.
32. ↑  Twitter@wmagacuckoo. . 2020-08-31  [2020-09-03]. （原始内容存档于2020-08-31） （日语）.
33. ↑  Twitter@wmagacuckoo. . 2020-09-09  [2020-09-11]. （原始内容存档于2020-09-09） （日语）.
34. ↑  . Oricon. 2020-10-20  [2021-04-06]. （原始内容存档于2020-11-01） （日语）.
35. ↑  . Oricon. 2021-01-29  [2021-04-06] （日语）.
36. ↑  . ほんのひきだし. 2020-06-19  [2020-07-20]. （原始内容存档于2020-10-11） （日语）.
37. ↑  . Natalie. 2020-08-19  [2020-08-20]. （原始内容存档于2021-10-31） （日语）.
38. ↑  . Natalie. 2021-01-29  [2021-01-30]. （原始内容存档于2021-11-18） （日语）.
39. ↑  . 2021-12-29  [2021-12-29]. （原始内容存档于2021-12-29） （日语）.
40. ↑  . アニメイトタイムズ (アニメイト). 2022-04-06  [2024-07-27] （日语）.
41. ↑  . Comic Natalie. 2024-07-27  [2024-07-27] （日语）.
42. ↑  . 電擊Online. 2021-07-08  [2021-07-11]. （原始内容存档于2021-07-15） （日语）.
43. ↑  Twitter@wmagacuckoo. . 2021-08-21  [2021-08-22]. （原始内容存档于2021-08-30） （日语）.
44. ↑  Twitter@cuckoo_anime. . 2021-09-12  [2021-09-20]. （原始内容存档于2021-09-12） （日语）.
45. ↑  Twitter@cuckoo_anime. . 2021-09-13  [2021-09-20]. （原始内容存档于2021-09-13） （日语）.
46. ↑  Twitter@cuckoo_anime. . 2021-09-14  [2021-09-20]. （原始内容存档于2021-09-14） （日语）.
47. ↑  Twitter@cuckoo_anime. . 2021-09-16  [2021-09-20]. （原始内容存档于2021-09-16） （日语）.
48. ↑  Twitter@wmagacuckoo. . 2021-10-20  [2021-10-20]. （原始内容存档于2021-11-10） （日语）.
49. ↑  . animate Times. 2021-06-02  [2021-08-21]. （原始内容存档于2021-08-21） （日语）.
50. ↑  Twitter@cuckoo_anime. . 2021-09-15  [2021-09-20]. （原始内容存档于2021-09-15） （日语）.
51. ↑  . Natalie. 2021-11-24  [2021-11-27]. （原始内容存档于2021-11-27） （日语）.
52. ↑  . 電視動畫官方網站.   [2021-04-06]. （原始内容存档于2021-04-28） （日语）.
53. ↑  . Natalie. 2022-06-09  [2022-06-09]. （原始内容存档于2022-06-09） （日语）.
54. ↑  . Natalie. 2022-03-17  [2022-03-17]. （原始内容存档于2022-07-03） （日语）.
55. ↑  . 藍井艾露官方網站. 2022-07-10  [2022-07-10]. （原始内容存档于2022-07-09） （日语）.
56. ↑  . Comic Natalie. 2025-06-11  [2025-06-11]. （原始内容存档于2025-06-15） （日语）.
57. ↑  . TVアニメ「カッコウの許嫁」公式サイト.   [2022-04-23]. （原始内容存档于2022-04-14）.
58. ↑  . 朝視頻道. 朝日電視台.   [2022-04-23]. （原始内容存档于2022-08-28）.
59. ↑  . TVアニメ「カッコウの許嫁」公式サイト.   [2025-07-08]. （原始内容存档于2025-04-20） （日语）.
60. ↑  . TVアニメ「カッコウの許嫁 Season2」公式サイト.   [2025-07-08]. （原始内容存档于2024-01-05） （日语）.

日版書籍資料
1. ↑  . 講談社.   [2020-04-22]. （原始内容存档于2021-11-02） （日语）.
2. ↑  . 講談社.   [2020-07-20]. （原始内容存档于2020-07-20） （日语）.
3. ↑  . 講談社.   [2020-08-20]. （原始内容存档于2020-12-03） （日语）.
4. ↑  . 講談社.   [2020-10-13]. （原始内容存档于2020-12-02） （日语）.
5. ↑  . 講談社.   [2020-12-06]. （原始内容存档于2021-03-21） （日语）.
6. ↑  . 講談社.   [2021-04-06]. （原始内容存档于2021-04-29） （日语）.
7. ↑  . 講談社.   [2021-09-20]. （原始内容存档于2021-07-10） （日语）.
8. ↑  . 講談社.   [2021-09-20]. （原始内容存档于2021-08-26） （日语）.
9. ↑  . 講談社.   [2021-09-25]. （原始内容存档于2021-12-22） （日语）.
10. ↑  . 講談社.   [2021-11-28]. （原始内容存档于2021-12-26） （日语）.
11. ↑  . 講談社.   [2022-02-13]. （原始内容存档于2022-03-22） （日语）.
12. ↑  . 講談社.   [2022-04-08]. （原始内容存档于2022-04-08） （日语）.
13. ↑  . 講談社.   [2022-10-18]. （原始内容存档于2022-10-05） （日语）.
14. ↑  . 講談社.   [2022-10-18]. （原始内容存档于2022-10-19） （日语）.
15. ↑  . 講談社.   [2022-12-16]. （原始内容存档于2022-12-11） （日语）.
16. ↑  . 講談社.   [2022-12-16] （日语）.
17. ↑  . 講談社.   [2023-03-16]. （原始内容存档于2023-03-17） （日语）.
18. ↑  . 講談社.   [2023-05-17]. （原始内容存档于2023-05-15） （日语）.
19. ↑  . 講談社.   [2023-08-17]. （原始内容存档于2023-07-03） （日语）.
20. ↑  . 講談社.   [2023-10-17]. （原始内容存档于2023-08-27） （日语）.
21. ↑  . 講談社.   [2023-12-15]. （原始内容存档于2023-11-06） （日语）.
22. ↑  . 講談社.   [2022-12-15]. （原始内容存档于2023-12-08） （日语）.
23. ↑  . 講談社.   [2024-02-16]. （原始内容存档于2024-01-06） （日语）.
24. ↑  . 講談社.   [2024-02-16]. （原始内容存档于2024-03-24） （日语）.
25. ↑  . 講談社.   [2024-04-17]. （原始内容存档于2024-03-22） （日语）.
26. ↑  . 講談社.   [2024-04-17] （日语）.
27. ↑  . 講談社コミックプラス. 講談社.   [2024-11-15]. （原始内容存档于2024-07-16） （日语）.
28. ↑  . 講談社コミックプラス. 講談社.   [2024-11-15] （日语）.
29. ↑  . 講談社コミックプラス. 講談社.   [2024-11-15] （日语）.
30. ↑  . 講談社コミックプラス. 講談社.   [2024-11-15] （日语）.
31. ↑  . 講談社コミックプラス. 講談社.   [2025-01-17] （日语）.
32. ↑  . 講談社コミックプラス. 講談社.   [2025-04-18]. （原始内容存档于2025-06-26） （日语）.
33. ↑  . 講談社コミックプラス. 講談社.   [2025-06-17] （日语）.
34. ↑  . 講談社コミックプラス. 講談社.   [2025-08-12] （日语）.
35. ↑  . 講談社.   [2021-09-20]. （原始内容存档于2021-06-29） （日语）.
36. ↑  . 講談社.   [2021-09-20]. （原始内容存档于2021-08-25） （日语）.
37. ↑  . 講談社.   [2021-10-02]. （原始内容存档于2021-11-16） （日语）.
38. ↑  . 講談社.   [2022-05-09]. （原始内容存档于2022-05-13） （日语）.
39. ↑  . 講談社.   [2022-11-21]. （原始内容存档于2022-10-07） （日语）.

台版書籍資料
1. ↑  . 東立出版社.   [2021-04-06]. （原始内容存档于2021-12-17） （中文（臺灣））.
2. ↑  . 東立出版社.   [2021-09-21]. （原始内容存档于2021-12-17） （中文（臺灣））.
3. ↑  . 東立出版社.   [2021-09-21]. （原始内容存档于2021-12-17） （中文（臺灣））.
4. ↑  . 東立出版社.   [2021-12-18]. （原始内容存档于2021-12-17） （中文（臺灣））.
5. ↑  . 東立出版社.   [2022-03-31]. （原始内容存档于2022-03-21） （中文（臺灣））.
6. ↑  . 東立出版社.   [2022-10-18]. （原始内容存档于2022-10-21） （中文（臺灣））.
7. ↑  . 東立出版社.   [2022-12-08]. （原始内容存档于2023-05-09） （中文（臺灣））.
8. ↑  . 東立出版社.   [2023-06-09] （中文（臺灣））.
9. ↑  . 東立出版社.   [2023-09-24] （中文（臺灣））.
10. ↑  . 東立出版社.   [2024-02-29]. （原始内容存档于2024-04-21） （中文（臺灣））.
11. ↑  . 東立出版社.   [2025-04-14]. （原始内容存档于2025-04-22）.

## 外部連結
- 漫畫連載網站（日語）
- 漫畫的X（前Twitter）
- 電視動畫第1季官方網站（日語）
- 電視動畫第2季官方網站（日語）
- 電視動畫的X（前Twitter）